# Araneus fishoekensis
Araneus fishoekensis este o specie de păianjeni din genul Araneus, familia Araneidae. A fost descrisă pentru prima dată de Strand, 1909. Conform Catalogue of Life specia Araneus fishoekensis nu are subspecii cunoscute.